# پاتریک ادکینز
پاتریک ادکینز (انگلیسی: Patrick H. Adkins؛ زادهٔ ۹ ژانویه ۱۹۴۸ - مرگ ۷ آوریل ۲۰۱۵) یک رمان‌نویس اهل ایالات متحده آمریکا است.